# Сизимский сумон

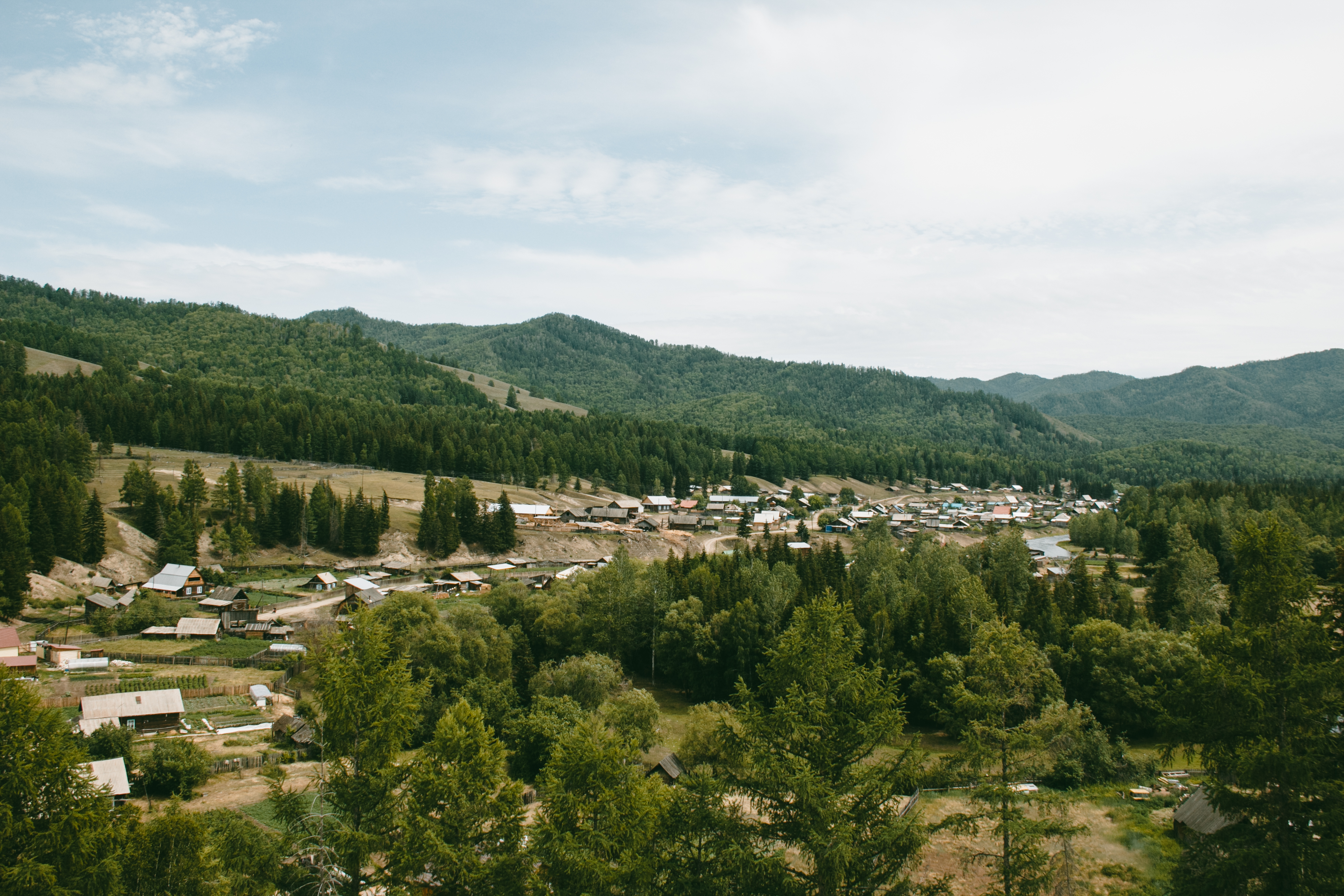
Село Сизим

Сизимский сумон — административно-территориальная единица (сумон) и муниципальное образование со статусом сельского поселения в Каа-Хемском кожууне Тывы Российской Федерации.
Административный центр — село Сизим.

## История
Поселок Сизим основан в октябре 1949 г. На момент 2017 года население составляет 273 человек. Расположен поселок между горами, на удалении от Кызыла в 150 км, от районного центра Сарыг-Сепа в 50 км. Слово «Сизим» с тувинского языка переводится как «летник», ведь здесь в летнее время местные жители пасли скот, на этом месте была глухая тайга.

## Население
| 2017 | 2018 |
| ---- | ---- |
| 807  | ↗816 |

## Состав сумона
| № | Населённый пункт | Тип населённого пункта       | Население |
| - | ---------------- | ---------------------------- | --------- |
| 1 | Катазы           | арбан                        |           |
| 2 | Сизим            | село, административный центр |           |
| 3 | Усть-Ужеп        | арбан                        |           |
| 4 | Эржей            | арбан                        |           |